# Felsődomonya
Felsődomonya (ukránul: Оноківці [Onokivci]) falu Ukrajnában, Kárpátalján, az Ungvári járásban.

## Földrajz
Felsődomonya Ungvártól északkeleti irányban, az Ung-folyó völgyében fekszik.

## Történelem
Első említése 1412-ből származik, de a határában talált régészeti leletek tanúsága szerint már ötezer évvel ezelőtt is lakott hely volt. A 14-17. században a Drugethek birtokolták. Egy 1427-es összeírás szerint a faluban 32 porta adózott. A település a 16. század végére jelentősen elnéptelenedett, a lakosság száma csak a 17. század közepén indult növekedésnek. A népesség többsége ekkor szlovák-ruszin nemzetiségű volt. Ebben az időben épült temploma is, amely napjainkban is áll.
A 18. század végén Vályi András így ír róla: „DOMONYA. Felső Domonya. Magyar, és tót falu Ungvár Vármegyében, földes ura a’ Királyi Kamara, lakosai katolikusok, fekszik az előbbeninek szomszédságában, határja gazdag, vagyonnyai jelesek, első Osztálybéli.”
Fényes Elek 1851-ben kiadott geográfiai szótárában így ír a faluról: „Domonya (Felső), Ungh v. tót-orosz falu, 262 romai, 200 g. kath., 9 zsidó lak. Rom. kath. paroch. templom. F. u. kamara.”
A trianoni béke előtt Ung vármegye Ungvári járásához tartozott. Az első világháborút követően a községet a mesterségesen létrehozott Csehszlovákiához csatolták, majd 1938-tól ismét Magyarországhoz tartozott 1944 őszéig, amikor a szovjet csapatok megszállták.
Ennek következtében 1945-ben az Ukrán Szovjet Szocialista Köztársaság, s ezzel együtt a Szovjetunió részévé vált. 1946-ban a szlovák lakosság jelentős része a csehszlovák–szovjet kormányközi megállapodás alapján Csehszlovákiába költözött. 1991 óta a független Ukrajna része.

## Népesség
1910-ben 680 lakosából 32 magyar, 17 német, 574 szlovák, 52 ruszin és 5 egyéb; ebből 404 római katolikus, 235 görögkatolikus, 17 református és 24 izraelita volt.
| 2001 | 2 237 |

A népesség anyanyelv szerinti megoszlása a teljes népesség %-ában (2001)

## Önkormányzat és közigazgatás
- magyarul: 89412, Felsődomonya, Fő út 59.
- ukránul: 89412 с.Оноківці, вул.Головна, 59

## Közlekedés
A települést érinti a Csap–Ungvár–Szambir–Lviv-vasútvonal.